# 武野紹鴎

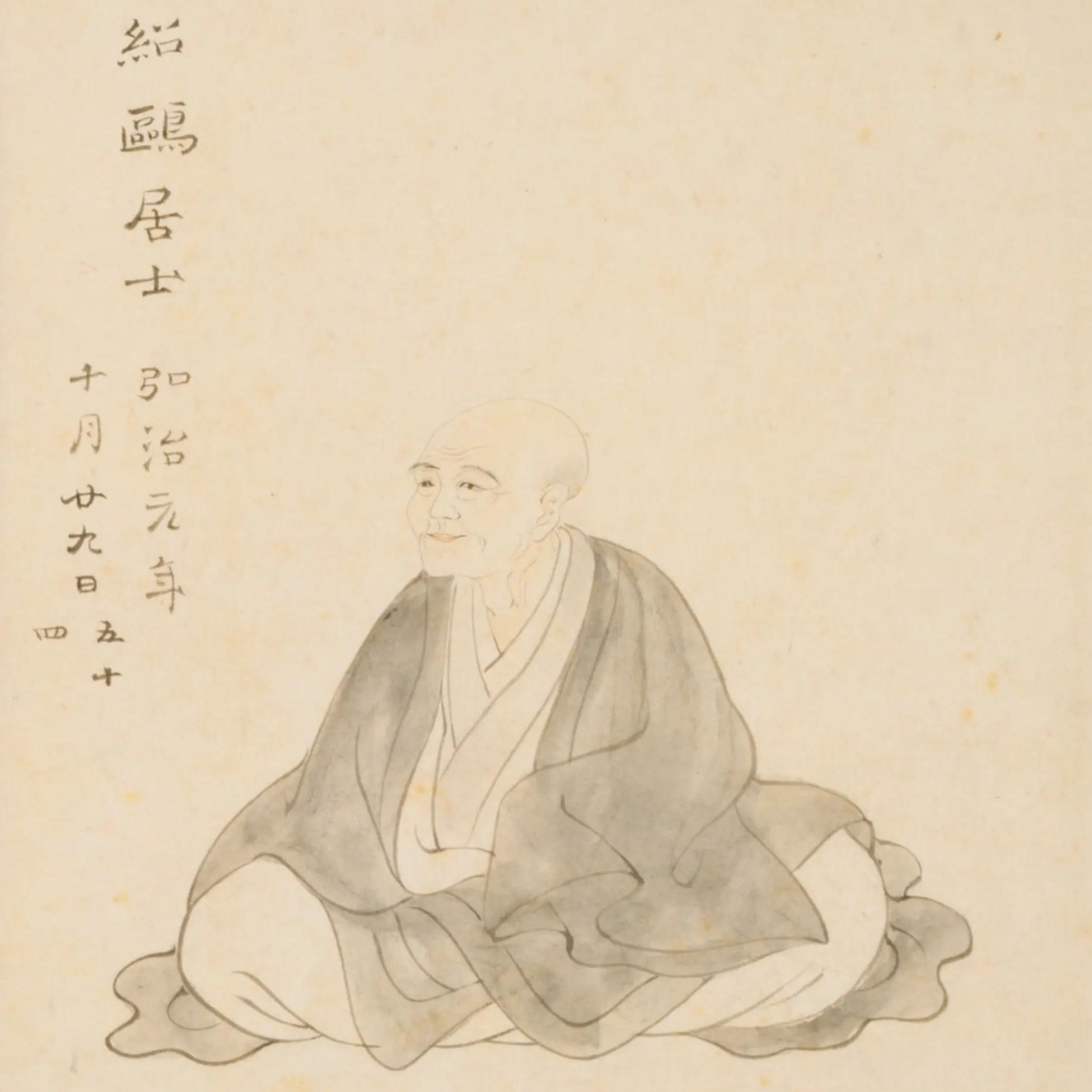
武野紹鷗（『肖像集』）

武野 紹鷗（たけの じょうおう、文亀2年（1502年） - 弘治元年閏10月29日（1555年12月12日））は、戦国時代の堺の豪商（武具商あるいは皮革商）、茶人。正しくは紹鷗だが、一部の日本語環境では表示できないため、本項では「武野紹鴎」と表記する。
幼名は松菊丸。通称は新五郎。名乗は仲材。
子に同じく茶人の武野宗瓦がいる。

## 来歴
文亀2年（1502年）、大和国吉野郡で生まれる。紹鴎の末裔が所持している『武野家系譜』によれば、紹鴎は若狭武田氏の出身とされる。武田仲清の孫で、父の名前は信久。母は豪族中坊氏の娘である。祖父・仲清の戦死後、父・信久は各地を放浪の後、「武田が下野した」という意味合いで武野に改姓した。信久は諸国を放浪した後、三好氏の庇護を受け和泉国の堺の舳松村（現・堺市堺区協和町）に定住し、皮屋（かわやの屋号・皮革・武具に関する商い）を営むようになった。父が皮革商（皮多）だったことから「賤民出身」とされる場合もある。
大永5年（1525年）、父の元を離れ、京都の室町通四条で暮らし始める。その翌年の9月13日に連歌会に参加したとの記録が、大阪天満宮所蔵の連歌資料にある。30歳になるまで連歌師をしていたとされる（『山上宗二記』）。
27歳の時（1528年）、当時の最高の文化人であった三条西実隆を訪ね、その後毎回のように立派な土産を持参し、古典や和歌についての教えを受けるようになる。その過程は実隆の日記『実隆公記』に書かれている。
朝廷に献金を行ったこともある。この献金への報いとして因幡守に任ぜられている。
享禄4年（1531年）6月末、山科本願寺のために山科へ向かう。この年6月から、加賀の一向一揆内部で「享禄の錯乱」とよばれる内紛が起こっていた。紹鷗の父が一向宗徒だったらしく、その関連だったと考えられる。8月下旬には帰京し、24日に実隆を訪問している。
享禄5年（1532年）2月、禅宗である臨済宗大徳寺の古嶽宗亘のもとで出家し、紹鷗の法名を受ける。同年8月、京都の法華一揆により山科本願寺が焼き尽くされ、一向一揆が復讐のために京都に攻め込むという噂が流れた。翌年（天文2年）には法華一揆と一向一揆の戦いが大阪や堺で繰り返され、京都の法華宗徒が一向宗の僧をスパイとして殺害する事件も起こっている。禅宗に出家したのは、一向宗との関連からこのような戦乱に巻き込まれることを予感したためだと考えられる。
天文2年（1533年）3月26日、故郷の堺へ移る(『実隆公記』)。その翌年4月、自らが主催した連歌会の発句を実隆に依頼している。
紹鴎は大徳寺の末寺である南宗寺に参禅。大林宗套より嗣法し、一閑斎と号し、大黒庵主となる。
天文11年（1542年）4月3日、奈良の塗師で茶人である松屋久政他三人を茶会に招待し、玉澗の水墨画「波図」を床に飾り、唐物名物の松島の茶壺を用いた（『松屋会記』）。『天王寺屋会記』には、天文18年（1549年）2月13日と天文22年（1553年）12月9日に堺の豪商である津田宗達らを茶会に招待し、唐物名物の茄子茶入を使ったとの記録が残っている。
晩年は、従五位下因幡守に叙された。
弘治元年（1555年）10月29日、54歳で急死。墓所は堺市の南宗寺。

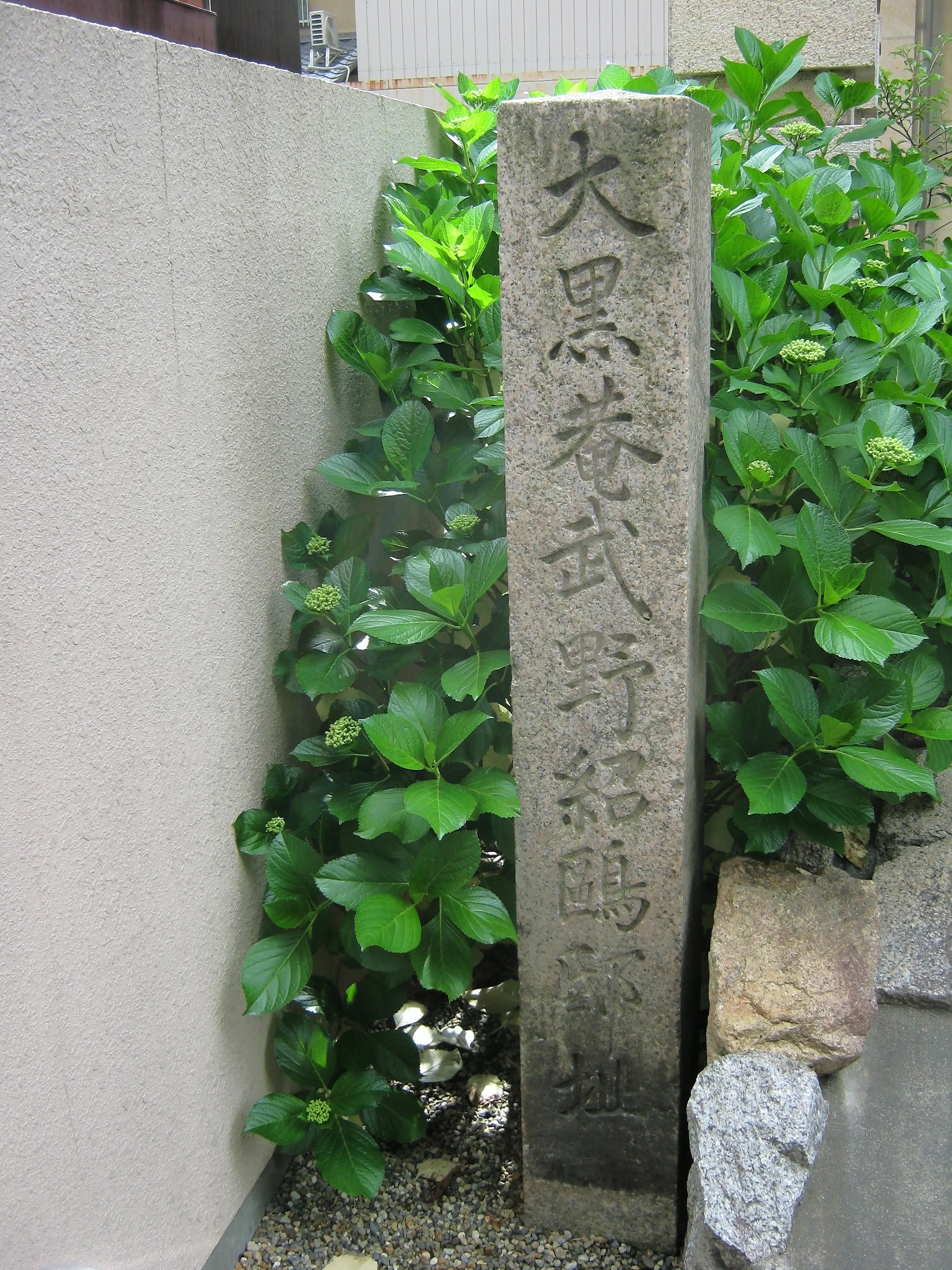
大黒庵（菴）武野紹鷗邸址、京都市中京区室町通四条上る東側
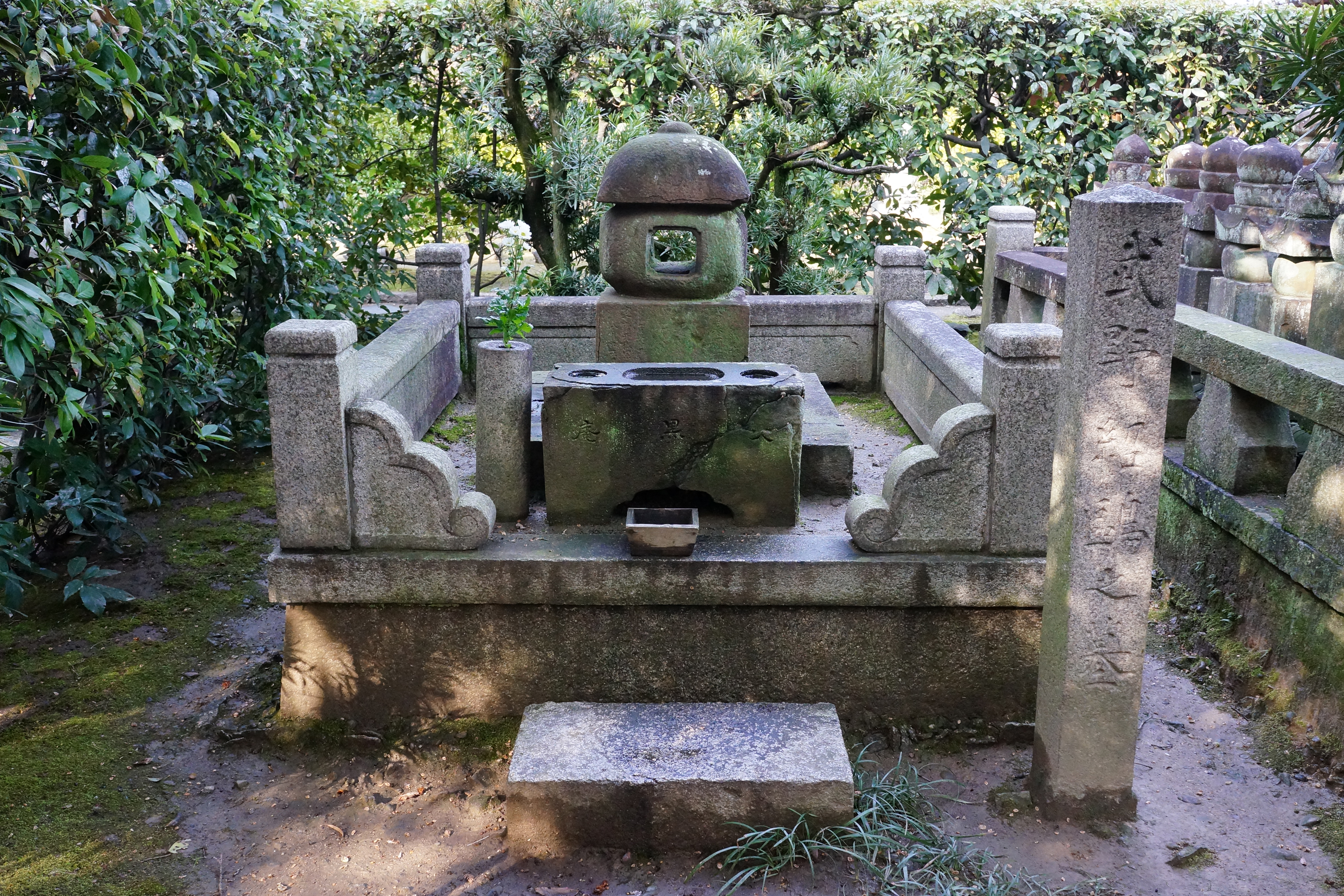
墓所（南宗寺）

## 紹鴎の茶の湯
『山上宗二記』によれば、紹鷗の茶の湯の最初の師は藤田宗理であり、その後、その師であり珠光の「跡目」とされる宗珠の直弟子になった。『南方録』、及びそのタネ本とされる『堺鏡』には、「珠光の弟子、宗陳・宗悟」の二人に習った、との記述があるが、「宗陳」という茶人は存在せず、『堺鏡』のタネ本である『堺数寄者の物語』には「宗珠・宗悟」とあることから、宗珠の「珠」の字が書き誤って伝わったものと考えられる。もう一人の「宗悟」は、『山上宗二記』によれば宗珠の弟子で、十四屋宗伍のことだとされているが、これも藤田宗理の「理」の字が書き誤って伝わった可能性がある。
紹鷗は三条西実隆から、良い和歌を作るにおいて大事なことは、稽古（勉強・経験の積み重ね）と創意工夫（学んだ通りをするのみではなく、自分で新しく生み出すこと）だと教わった。紹鷗は、実隆から教わったこの思想を、茶道にも取り入れてゆくこととなった。また紹鴎は実隆より、藤原定家の『詠歌大概之序』を伝授され、そこから茶道の真髄に目覚めたという。
32歳の時、奈良にある漆問屋の松屋を探訪、そこに飾られていた、徐熙の「白鷺の絵」を見て、村田珠光の茶道の茶味に目覚めた、という伝承がある。この白鷺の絵は非常に美しい絵であり、表装も煌びやかであった。村田珠光は、その表装をあえて枯淡なものに差し替えた。それを見て紹鴎は、枯淡な表装と美しい絵のコントラストの中に珠光の茶味を見出した、というのがこの伝説の趣旨である。この伝説は喧伝され、千利休も殊更に喧伝した。ついには、「白鷺の絵を見ていないものは茶人に非ず」というような言葉さえ飛び出すようになるほどであった。
大名物茶入「紹鷗茄子」の所持者であったこともある。
紹鷗の茶湯は、千利休、津田宗及、今井宗久に影響を与え、彼らによって継承された。特に利休は「術は紹鷗、道は珠光より」と説いており、これによって紹鷗の名声が広く知られることとなった。

## 紹鷗の茶室
『山上宗二記』には、紹鴎の四畳半茶室の図が載っており、紹鴎当時の茶の湯座敷が看取できる。それによると、北向き、上り口にすのこ縁が付き、檜の角柱、張付壁、床は一間床、床框は「クリノ木、カキアワセニクロク十遍計ヌル」、鴨居内法も「常ノヨリヒキ（ク）シ」とある。なお、偽書の疑いがある『南方録』には、珠光が茶室の壁として張付壁を使っていたのを、紹鷗が土壁に変えた、と記述されている。
弟子である池永宗作による文献には、紹鷗が「茶室の中が明るすぎると、茶道具が貧相に見えてよくない。従って時間帯によって光が強くなる東、西、南向きの窓は避けるべきだ」と考えていたと記されている。
紹鴎は、4畳半茶室よりも小さい3畳半や2畳半の茶室を考案して「侘敷（わひしき）」と称した。4畳半以上の茶室を「寂敷（さひしき）」と区別して称した。後に千利休は「侘敷」と「寂敷」との区別を曖昧にしたことから、「わび・さび」の意味合いにおいて、深い混乱を生じさせる事になった。

## 紹鴎と「わび茶」
現代の「わび茶」の概念を決定付けている『南方録』では、
という藤原定家の歌を紹鴎の「わび」の心であるとしている。南方録の資料的価値は低いが、最初に和歌の書跡を茶席に取り入れたのは紹鴎である。
『山上宗二記』においては、紹鴎が目指した茶の湯の境地とは
であったとされる。これは連歌師である心敬の言葉から引いたものである。
桑田忠親は、紹鴎が和歌を学んでいたことには大きな意味があると指摘する。歌道という、藤原定家ら前時代の歌人達によって体系化・整理された文化と茶道が融合し、茶道は芸術的な日本文化に昇華するに至ったと桑田は指摘する。わび・さびの由来である言葉「侘び」「寂び」も歌道由来の言葉、概念であり、これらを茶道の思想に持ち込んだのは村田珠光だとも言われるが、桑田は紹鴎が歌人でもあったことから、わびさびの概念を産み出したのは紹鴎ではないか、と推定している。
他方、神津朝夫は、『山上宗二記』の記述を元に、紹鷗の茶の湯は「わび茶」と呼ぶにはほど遠かったと指摘している。紹鷗は「茶の湯は正風体の盛りに死去」したと記されている他、紹鷗の茶室は、黒漆塗りの縁がつく張付壁（足利義政の東求堂同仁斎にも使われている壁）であったこと、名物茶道具を60種も所持していたこと、などを理由としてあげている。紹鷗が和歌から学んだのは、古い詞（ことば）を用いて新しい感覚の歌を詠むべき、という美意識を応用した、伝統的に評価の確立している茶道具をつかって新たな趣向を生み出す道具組みだった、としている。

## 逸話
紹鴎は三好実休と交流があり、彼の茶道の師匠であった。実休が戦死した際、紹鴎はその死を惜しみ、
と、小歌を歌い、その死に涙を流したと、『十河物語』は伝える。しかし、実休の戦死より数年前に紹鴎は没しており、この話は事実ではない。長江正一は「紹鴎ではない別の茶人が、実休の死を惜しみ鎮魂の歌を歌ったのだろう」と解釈している。また、この話は実休が茶人達より愛された証だとも指摘している。

## 紹鴎の森
現在の阪堺電気軌道阪堺線の天神ノ森停留場付近の天神ノ森天満宮内に、小さな森があるが、それは紹鴎が晩年隠棲していた跡地であるとされ、そのまま紹鴎の森として残る。

## 異説
その死因について、織田信長に毒殺されたという説がある。信長から茶頭になるように命令されたが、これを断ったため毒殺されたと伝わる。
しかし、この説は信憑性が極めて乏しい。紹鴎が死没した頃、織田信長はまだ尾張国さえも統一しておらず、彼が茶道への傾倒を始めるのは足利義昭を奉じて上洛して以降であり、尾張にいる彼が堺の紹鴎と接触することさえ現実的に難しい。
このような説が産まれた背景、根拠として、紹鴎の息子の武野宗瓦が、本願寺家のものを妻としていたため、本願寺と内通したとみなされ、本願寺討伐の際信長の手勢から追及され、命を狙われたことが原因とされる。宗瓦は通称を武野新五郎と呼び、父の紹鴎もまた通称を武野新五郎と称したことから、この二人の事績が混同されたと考えられる。
桑田忠親は毒殺説を、とんでもないいい加減で馬鹿馬鹿しい説、と一蹴している。

## 弟子（あるいは弟子に数えられるとされる人物）
- 今井宗久
- 足利義輝
- 荒木村重
- 千利休
- 津田宗及
- 辻玄哉
- 細川幽斎
- 松永久秀
- 三好実休
- 長谷川宗仁
- 丿貫

など